# باشگاه فوتبال اونیونیستاس د سالامانکا
باشگاه فوتبال اونیونیستاس د سالامانکا (انگلیسی: Unionistas de Salamanca CF) یک باشگاه فوتبال مستقر در سالامانکا، استان سالامانکا، اسپانیا است که در حال حاضر در پریمرا فدراسیون، سومین سطح لیگ فوتبال در این کشور به فعالیت می‌پردازد.
این باشگاه بازی‌های خانگی خود را در ورزشگاه رینا سوفیا برگزار می‌کند که به اندازه ۵۰۰۰ صندلی گنجایش دارد.

## تاریخچه
پس از انحلال باشگاه ورزشی سالامانکا، گروهی از هواداران باشگاه فوتبال اونیونیستاس د سالامانکا را تأسیس کردند، که یک باشگاه مبتنی بر هوادار بود که عمدتاً برای حفظ یاد و خاطره یودی‌اس ایجاد شده بود. پس از تأسیس باشگاه، چهره‌های مشهوری مانند ویسنته دل بوسکه و دنی روویرا به عنوان عضو به باشگاه پیوستند. تعدادی از شهروندان بریتانیایی مقیم اسپانیا و انگلیس نیز از اعضای باشگاه هستند. حق عضویت‌های پرداخت‌شده توسط اعضای باشگاه بخش بسیار مهمی از بودجه باشگاه را تشکیل می‌دهد. تنها در یک فقره در فصل ۲۰۱۹–۲۰۱۸، ۲۶۵۳ نفر تصمیم به داشتن حق مالکیت جزئی در این باشگاه گرفتند.
در اولین فصل پس از تأسیس، باشگاه بازی‌های خانگی را در استادیوم شهرداری “رزا کلاورداً برگزار کرد.
در ۲ سپتامبر ۲۰۱۴، اونیونیستاس در پریمرا پروینسیال د سالامانکا، سطح ششم فوتبال اسپانیا به‌طور رسمی شروع به کار کرد. یک روز بعد، اولین بازی رسمی خود را با شکست ۰–۱ در یک بازی دوستانه مقابل باشگاه ورزشی سانتا ماریا پشت سر گذاشت.
اونیونیستاس پس از شکست دادن باشگاه فوتبال رئال سالامانکا مونته‌ری در آوریل ۲۰۱۵ به پریمرا رگیونال (لیگ محلی) صعود کرد. تنها یک سال بعد، این تیم پس از شکست دادن اونزونیا به ترسرا دیویسیون صعود کرد.
اولین فصل باشگاه در ترسرا دیویسیون موفقیت‌آمیز بود، زیرا در جایگاه سوم گروه کاستیا و لئون قرار گرفت و به پلی‌آف‌های صعود به سگوندا دیویسیون بی راه یافت اما موفق به صعود نشد. این باشگاه برای دومین تلاش در فصل بعد، پس از پایان بازی‌ها در گروه ۸، دوباره به پلی‌آف صعود راه پیدا کرد. این بار با پیروزی در برابر سوکوئیاموس در آخرین دقایق بازی، با یک ضربه پنالتی که در دقیقه ۹۶ زده شد، موفق شد به یک سطح بالاتر، سگوندا دیویسیون بی، صعود کند.
اولین فصل در سگوندا دیویسیون بی موفقیت‌آمیز بود، زیرا تیم توانست در جایگاه نهم قرار گیرد و ضمن پایداری در این سطح، از سقوط جلوگیری کند و برای فصل بعدی به کوپا دل ری راه یابد.
در اولین حضور خود در کوپا دل ری، اونیونیستاس به دور یک سی‌ودوم پایانی رسید و تا آن مرحله توانست تیم‌های اتلتیکو بالئارس و دپورتیوو لاکرونیا را شکست دهد. در آن دور، آن‌ها توسط قدرت بزرگی چون رئال مادرید ۳ بر ۱ مغلوب شدند و از دور رقابت‌ها کنار رفتند. در لیگ، فصل دشوارتر بود. پس از ۱۱ بازی اول لیگ، باشگاه در جایگاه نوزدهم از میان بیست تیم تیم قرار داشت که این موضوع آن‌ها را در خطر سقوط به دسته پایین‌تر قرار می‌داد. با این حال، باشگاه پس از فاصله گرفتن از قعر جدول و با توجه به تعلیق لیگ به دلیل پاندمی کرونا از سقوط فرار کرد و به دور یک شانزدهم پایانی کوپا دل ری راه یافت. در این مسیر آن‌ها موفق شدند پس از شکست دادن گرنیکا، خیخون و ویارئال به باشگاه فوتبال بارسلونا برسند. آن‌ها در نهایت با نتیجه ۱–۳ به بارسا باختند، آن هم در شرایطی که در ابتدا ۱–۰ پیش بودند.